# Pequi
Pequi est une municipalité brésilienne de l'État du Minas Gerais et la microrégion de Sete Lagoas.